# Mike Cecere
Michele Joseph "Mike" Cecere (sinh ngày 4 tháng 1 năm 1968 ở Chester) là một cựu cầu thủ bóng đá người Anh thi đấu ở Football League và tại Premier League ở vị trí tiền đạo cho Oldham Athletic, Huddersfield Town, Stockport County, Walsall, Exeter City và Rochdale.